# (671087) 2014 FY71
(671087) 2014 FY71 est un objet transneptunien de magnitude absolue 5,35.
Son diamètre est estimé à 380 km ce qui le qualifie comme un candidat au statut de planète naine. Johnston le croyait en résonnance 4:7 avec Neptune, mais le considère maintenant comme cubewano.